# Taner Akçam
Altuğ Taner Akçam est un sociologue, historien et auteur turc né le 23 octobre 1953 à Ölçek (Ardahan). Il est professeur au Centre pour l'étude de la Shoah et des génocides de l'université du Minnesota.
Il est un des premiers universitaires turcs à reconnaître ouvertement le génocide arménien par l'Empire ottoman en 1915.

## Biographie
Taner Akçam est diplômé de l'université technique du Moyen-Orient à Ankara. Il était étudiant de la Faculté des sciences administratives, du département d'Économie. Il a obtenu un diplôme universitaire de second cycle en sciences administratives en 1976. Il est resté à l'université en tant qu'étudiant de master et assistant dans le même département pour quelque temps.
Au milieu des années 1970, Akçam devint un militant du groupe Devrimci Yol (Chemin révolutionnaire) et l'éditeur de son magazine périodique Devrimci Genclik Dergisi (Magazine de la Jeunesse révolutionnaire). Devrimci Yol était une faction du THKP/C (Parti-Front de libération populaire de Turquie) et a donné naissance au Dev Sol (Gauche révolutionnaire), qui a changé son nom plus tard en DHKP/C. En 1976, il a été arrêté et condamné à 10 ans d'emprisonnement pour avoir milité à l'extrême gauche et soutenu des thèses contraires à l'idéologie nationale. Il s'est évadé un an plus tard. Il a vécu en RFA depuis le début de l'année 1978 en tant que réfugié politique. Akçam a continué ses activités politiques et en 1988, il a commencé à travailler pour l'Institut pour la recherche sociale de Hambourg sur la violence et la torture en Turquie. Il a obtenu son doctorat à l'université de Hanovre en 1995. Le sujet s'intitulait Le nationalisme turc et le génocide arménien sur le fond des tribunaux à Istanbul entre 1919 et 1922.
Actuellement, il appartient au personnel scientifique de la base de Hambourg pour favoriser la science et la culture, travaillant à l'institut de Hambourg pour la recherche sociale. Akçam est actuellement professeur associé visiteur d'histoire à l'université du Minnesota (États-Unis).
Le 16 février 2006, Taner Akçam a été brièvement arrêté, apparemment à la suite d'un malentendu, à l'aéroport international Trudeau de Montréal où il se rendait pour une conférence sur A Shameful Act à l'invitation de la faculté de droit de l'université McGill et l'université Concordia.

## Œuvres
Il a publié une variété de livres et d'articles en anglais, allemand et turc au sujet des relations turco-arméniennes. L'ouvrage qui l'a le plus fait connaître, Le génocide arménien et la question de la responsabilité turque, a été salué par Orhan Pamuk, prix Nobel de littérature en 2006.
Vahakn Dadrian commente :

« Akçam est l'un des premiers universitaires turcs à reconnaître et à discuter ouvertement du génocide arménien de 1915 […] Ce livre représente la première tentative savante pour documenter à la fois le génocide et le comprendre, dans la perspective du malfaiteur plutôt que celle des victimes, et pour contextualiser entièrement les événements de 1915 dans l'histoire politique de la Turquie, et de la politique occidentale envers la région plus généralement. »

S'appuyant en effet sur les minutes des débats parlementaires, la correspondance privée des organisateurs du génocide arménien et sur les procès-verbaux des soixante-trois tribunaux militaires jugeant en 1919 les dirigeants du Comité Union et Progrès (CUP), le parti au pouvoir, Taner Akçam démontre la planification du génocide par l'Empire ottoman, son administration et son armée.